# 富尔达河畔罗滕堡
富尔达河畔罗滕堡（德語：Rotenburg an der Fulda，官方拼写为，發音：[ˈʁoːtn̩bʊʁk ʔan deːɐ̯ ˈfʊlda]）是德国黑森州卡塞尔行政区黑斯费尔德-罗滕堡县的城市，曾是罗滕堡县的县治，面积79.97平方千米，2023年12月31日人口为14,020人。

## 国际关系

### 姊妹城市
- 法國 阿让唐（1976）
- 英国 盖德林（英语：Borough of Gedling）（1978）
- 瑞士 罗滕堡（1988）

### 友好城市
- 德国 维默河畔罗滕堡
- 德国 陶伯河上游罗滕堡
- 德国 罗滕堡
- 德国 上劳西茨地区罗滕堡
- 波蘭 切爾維延斯克